# Hatfield (Yorkshire de l'Est)
Pour les articles homonymes, voir Hatfield.
Hatfield est une paroisse civile et un village du Yorkshire de l'Est, en Angleterre.